# Cementerio de los Mártires Revolucionarios
El Cementerio de los Mártires Revolucionarios (en coreano: 대성산혁명렬사릉) es un cementerio en la ciudad de Pionyang, capital de Corea del Norte. Es, a su vez, un monumento a los soldados nacionales vinculados a la Guerra de Corea. Se encuentra en el Monte Taesong en el Taesong-guyŏk.
Fue construido en 1975, y luego reformado y ampliado en octubre de 1985, cubriendo un área de 30 hectáreas. La entrada al cementerio está marcada por una puerta monumental al estilo coreano. Cada una de las tumbas está decorada con un busto de bronce. En el otro extremo del monumento hay una bandera roja visible de granito y las tumbas de personajes famosos del país.

## Entierros notables
- Kim Bo-hyon y Lee Bo-ik, abuelos de Kim Il-sung.
- Kim Jong-suk, primera esposa de Kim Il-sung.
- Kang Pan-sok, madre de Kim Il-sung.
- Kim Chaek, militar y político.
- Nam Il, militar y político.
- Ri Yong-suk, política y guerrillera de los tiempos de la lucha contra los japoneses.